# Marisa Coulter
Marisa Coulter (nascida Delamare) é uma personagem fictícia criada por Philip Pullman durante a trilogia Fronteiras do Universo e a principal antagonista de A Bússola de Ouro. Ela geralmente é chamada de "sra. Coulter".
Seu daemon era um macaco dourado sem nome com um instinto cruel.
Ela trabalhava para o Magisterium como a chefe do Conselho Geral de Oblação (também conhecido como Papões pelos gípcios e meninos de rua). Sob seu controle, o Conselho de Oblação conseguiu sequestrar muitas crianças no mundo de Lyra, e depois usá-las como "ratos de laboratório" para seus experimentos em Bolvangar. Eles achavam que se cortassem o daemon de uma criança, ela seria prevenida do pecado.
Ela teve Lorde Asriel como seu amante enquanto estava casada.
No final de A Luneta Âmbar, Marisa e Asriel se sacrificam para destruir o Regente Metraton e salvar Lyra, para que ela então pudesse livrar o mundo da opressão da Autoridade.

## Adaptações
- Emma Fielding interpretou Marisa Coulter na serie de radio da BBC.
- Alison Dowling fez a voz no livro de audio para crianças. Com Phillip Pullman, o autor da história.
- Patricia Hodge interpretou Marisa Coulter na primeira peça do Teatro Nacional, e Lesley Manville interpretou a segunda.[1]
- Nicole Kidman interpretou Marisa Coulter na adaptação para o cinema, o filme de 2007 The Golden Compass.[2]
- Ruth Wilson interpreta Marisa Coulter na série de televisão His Dark Materials.[3][4]